# Megaselia castaneipleura
Megaselia castaneipleura är en tvåvingeart som beskrevs av Borgmeier 1969. Megaselia castaneipleura ingår i släktet Megaselia och familjen puckelflugor. Inga underarter finns listade i Catalogue of Life.